# Hygrocybe marchii
Hygrocybe marchii är en svampart som först beskrevs av Giacopo Bresàdola, och fick sitt nu gällande namn av Rolf Singer 1951. Hygrocybe marchii ingår i släktet Hygrocybe och familjen Hygrophoraceae.   Inga underarter finns listade i Catalogue of Life.

## Källor

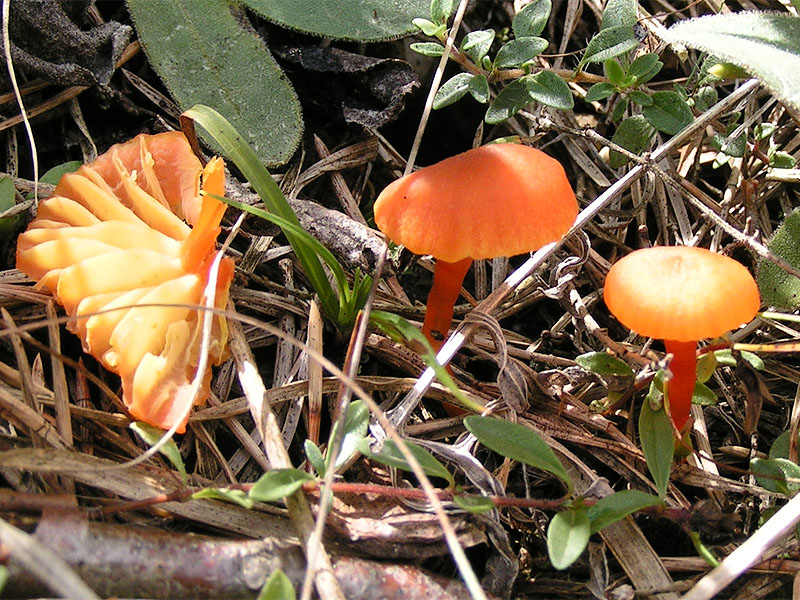